# Scadoxus cinnabarinus
Espèce
Classification phylogénétique
Scadoxus cinnabarinus est une espèce d'herbe de la famille des Amaryllidaceae, des zones forestières humides d'Afrique occidentale.

## Description
Elle mesure entre 40 et 60 cm et a un bulbe peu développé d’un diamètre pouvant aller de 1 à 2 cm. Son rhizome court porte presque toujours des feuilles arrangées de façon distique.
Les pétioles ne forment pas de fausses tiges. La feuille est étroitement lancéolée (ovale en dehors de l’Afrique de l’est), pointue. Les feuilles et fleurs sont simultanées.
La hampe florale mesure de 15 à 40 cm. Les bractées involucrées se dessèchent facilement en retombant. Les inflorescences rouges sont de forme conique à globuleuse avec jusqu’à 100 fleurs.
Les pédicelles mesurent entre 1,5 et 4,5 cm et retombent lorsque les fruits se développent. Les baies orangées mesurent entre 1 et 2 cm de diamètre.
Le tube périanthaire a une longueur de 0,3 à 1 cm avec des segments plus ou moins lancéolés, longs de 1,4 à 2,8 cm et larges de 2,5 à 7 mm, à 5 nervures. Les segments internes un peu plus larges que les externes.

## Distribution et habitat
Elle se retrouve en Afrique de l’ouest, de la Sierra Leone au République démocratique du Congo et Angola.
Son habitat se situe dans les forêts tropicales secondaires, les forêts riveraines, les rives marécageuses de cours d’eau, les forêts inondées ou entre les rochers à une altitude pouvant atteindre 1500 m.
Elle doit, pour se développer être dans un environnement plutôt chaud et humide avec des températures ne descendant jamais sous 7 °C. Elle ne doit pas non plus être exposée directement au soleil qui pourrait brûler ses feuilles.

## Utilisation
Cette herbe est principalement utilisée comme plante ornementale.
Son bulbe broyé peut être utilisé pour lutter contre les maux de gorge, angines, laryngites, rhino-pharyngite.